# Söräng, Bollnäs kommun
Söräng är en ort i Bollnäs kommun belägen i Bollnäs socken vid älven Voxnan cirka 1 mil väster om Bollnäs. SCB har för bebyggelsen i Söräng och en del av grannbyn Norrby avgränsat, definierat och namnsatt en småort Söräng-Norrbo i Bollnäs kommun, Gävleborgs län.
Här finns en 1-6-skola för västra kommundelen samt en stor bilskrot (2006). I Söräng börjar också Flottarleden, en cirka 7 kilometer lång vandringsled som slutar i Runemo och följer Voxnan.